# Johannes Liechtenauer

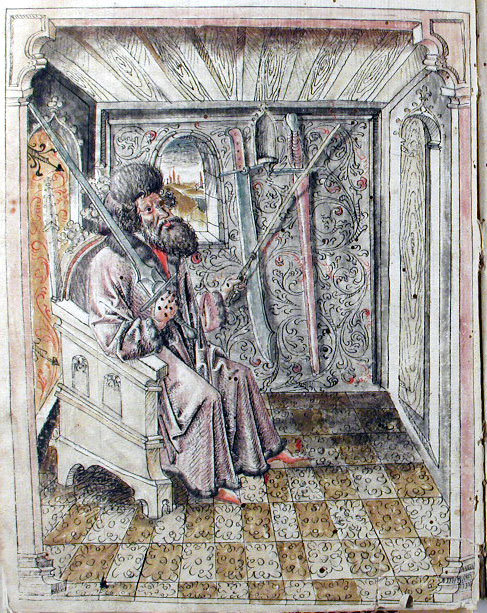
Posible retrato de Johannes Liechtenauer en el Códice 44 A 8 de Dantzig, 1452

Johannes Liechtenauer (también escrito Lichtenauer) fue un instructor de esgrima alemana durante el siglo XIV. Probablemente nació a principios o mediados de 1300 en Lichtenau (Franconia Media). Lo poco que es conocido sobre su persona está preservado, junto a sus enseñanzas, en el códice llamado MS 3227a y los posteriores escritos de los estudiantes de su tradición. De acuerdo al autor de este manuscrito, Liechtenauer fue un “gran maestro” que había viajado a “muchas tierras” para aprender su arte.
En posteriores manuscritos del siglo XV, la «Sociedad de Liechtenauer» (Gesellschaft Liechtenauers) es mencionada como un grupo de maestros de esgrima que se consideraban ellos mismos discípulos de Liechtenauer y poseedores de sus enseñanzas. El título fue instaurado por Paulus Kal aproximadamente en 1460, y probablemente cayó en desuso a finales del siglo XV, con el nacimiento de la Hermandad de San Marcos.
Las enseñanzas de Liechtenauer se conservan parcialmente en forma de pareados (posiblemente intencionadamente crípticos para evitar el aprendizaje de sus técnicas a los no iniciados, o tal vez para ofrecer un sistema mnemotécnico para aquellos que los entendían). El sistema de Liechtenauer dio lugar a lo que ahora se conoce como la escuela alemana de esgrima. Fue comentada, expandida y modificada en las anotaciones contenidas en Fechtbücher (manuales de esgrima) a lo largo del siglo XV, por maestros como Hanko Doebringer, Sigmund Ringeck y Peter von Danzig, y posteriormente en el siglo XVI, por Paulus Hector Mair y Joachim Meyer entre otros. De hecho, se convirtió casi en un hecho inevitable que cualquier maestro que se considerara respetable se presentara como seguidor de la tradición de Liechtenauer, incluso si esta influencia era tenue, o algunos elementos divergían profundamente de los de Liechtenauer.
Ya en los tiempos de Liechtenauer, la instrucción en esgrima (Fechten) no se restringía a una sola arma, sino que eran enseñadas una variedad de técnicas aplicables a la espada larga, espada y broquel, daga, messer (un cuchillo largo alemán similar al bracamante) y lucha desarmada, tanto en combate con armadura como sin ella, y en ocasiones para combate montado también.